# Гатика, Луис
Луис Антонио Гатика Кордеро (исп. Luis Antonio Gatica Cordero) (25 февраля 1961, Веракрус, Мексика) — мексиканский актёр.

## Биография
Родился 25 февраля 1961 года в Веракрусе в семье чилийского певца Лучо Гатика (1928) и пуэрто-риканской актрисы Мапиты Кортес (1939-2006). В 1983 году поступил в CEA при телекомпании Televisa. Его дипломной работой стали съёмки в телесериале «Счастливые годы» и с этого телесериала началась его кинокарьера. Всего снялся в 89 работах в кино и телесериалах. 

## Фильмография

### Избранные телесериалы
- 1985-2007 — «Женщина, случаи из реальной жизни»
- 1994 — «Маримар» — Чиу.
- 1996 — «Моя дорогая Исабель» — Рикардо.
- 2004 — «Руби» — Кайтано Мартинес.
- 2008 — «Женщины-убийцы» — Гильермо Хименес.
- 2008-09 — «Во имя любви» — Фискаль Мариано Кордеро.
- 2008-н. в. — «Роза Гваделупе» — Пепе.
- 2009 — «Дикое сердце» — Ремигио Гарсия.
- 2009-12 — «Мы все к чему-то привязаны» — Лео.
- 2011 — «Не с тобой, не без тебя»
- 2011-н. в. — «Как говорится» — Начо.
- 2012 — «Для неё я Ева» — Густаво.
- 2013 —
  - «Лгать, чтобы жить» — Самюэль.
  - «Новая жизнь» — Фернандо.
- 2013-14 — «То, что жизнь у меня украла» — Бруно Гамбоа.

### Избранные телефильмы
- 2004 — «Руби... Нахальная» — Кайтано Мартинес.